# Kamiichi
Kamiichi (Japonés: 上市町;  Hepburn: Kamiichi-machi?), es un municipio del Distrito Nakaniikawa de la Prefectura de Toyama en Japón. Kamiichi se encuentra en el centro-este de la Prefectura de Toyama, aproximadamente a 15 kilómetros al este de la ciudad de Toyama. Con un área total de 236,71 km² (91,4 millas cuadradas), tiene una población estimada de 20.827 personas distribuidas en 7.958 hogares para una densidad de población de 88 personas por km².

## Historia
El municipio de Kamiichi se creó con el establecimiento del sistema de municipios el 1 de abril de 1889. El área de la actual Kamiichi era parte de la antigua Provincia de Etchū. 

## Geografía
La mayor parte de la ciudad es muy montañosa, con picos que se elevan a casi 3.000 metros en el sureste. Aquí se encuentra el Monte Tsurugi de 2.999 metros, el cual es uno de los picos más altos de las Montañas Hida y es considerado “la montaña más peligrosa” que se puede escalar en Japón. Esta también ha sido listada en el libro 100 famosas montañas japonesas del montañista Kyūya Fukada.

### Clima
La ciudad tiene un clima subtropical húmedo (Köppen Cfa) caracterizado por veranos calurosos e inviernos fríos con fuertes nevadas. La temperatura media anual en Kamiichi se encuentra a 13.8 °C. El promedio anual de precipitación es de 2243 mm, siendo septiembre el mes más húmedo. Las temperaturas son más altas en promedio en agosto, alrededor de 26.4 °C y más bajas en enero, alrededor de 2.4 °C.

## Demografía
Según los datos del censo japonés, la población de Kamiichi ha disminuido en los últimos 40 años.
| Año del censo | Población |
| ------------- | --------- |
| 1970          | 23,717    |
| 1980          | 24,028    |
| 1990          | 23,671    |
| 2000          | 23,362    |
| 2010          | 21,965    |

## Educación
Kamiichi tiene seis escuelas primarias públicas y una escuela secundaria pública operada por el gobierno de la ciudad, y una escuela secundaria pública operada por la Junta de Educación de la Prefectura de Toyama.